# China del Suroeste
China del Suroeste (en chino simplificado, 西南; pinyin, Xīnán) es una de las seis regiones geográficas en las que se divide la República Popular de China que abarca, a nivel provincial, la región autónoma del Tíbet, las provincias Sichuan, Yunnan y Guizhou y la municipalidad Chongqing y se extiende por el suroeste incluyendo la meseta tibetana (Tíbet es la región con menor densidad de población) y la provincia de Sichuan (la 4ª más populosa) de China.

## Divisiones administrativas

### Provincias
| Nombre  | Chino (S) | pinyin  | Abreviación       | Capital | Chino | pinyin  | Lista de divisiones administrativas |
| ------- | --------- | ------- | ----------------- | ------- | ----- | ------- | ----------------------------------- |
| Guizhou | 贵州      | Guìzhōu | 黔 qián o 贵 guì  | Guiyang | 贵阳  | Guìyáng | Divisiones a nivel comarcal         |
| Sichuan | 四川      | Sìchuān | 川 chuān o 蜀 shǔ | Chengdu | 成都  | Chéngdū | Divisiones a nivel comarcal         |
| Yunnan  | 云南      | Yúnnán  | 滇 diān o 云 yún  | Kunming | 昆明  | Kūnmíng | Divisiones a nivel comarcal         |

### Municipalidades
| Nombre    | Chino (S) | pinyin    | Abreviación | Divisiones a nivel comarcal |
| --------- | --------- | --------- | ----------- | --------------------------- |
| Chongqing | 重庆      | Chóngqìng | 渝 yú       | Divisiones administrativas  |

### Regiones autónomas
| Nombre | Chino (S) | pinyin | Tibetano     | Abreviación | Capital | Chino | pinyin | Tibetano | Divisiones a nivel comarcal |
| ------ | --------- | ------ | ------------ | ----------- | ------- | ----- | ------ | -------- | --------------------------- |
| Tíbet  | 西藏      | Xīzàng | བོད་རང་སྐྱོང་ལྗོངས | 藏 zàng     | Lhasa   | 拉萨  | Lāsà   | ལྷ་ས་     | Divisiones a nivel comarcal |